# 天井乡
天井乡，中华人民共和国湖南省岳阳市汨罗市下属的一个镇，位于汨罗市东北部。因境内天井山得名。京珠高速公路经过辖区。

## 建制沿革
- 1956年，设天井乡；
- 1958年，属前进公社（后改长乐公社）；
- 1961年，析置天井公社；
- 1984年，改置天井乡；
- 2015年，红花乡、黄市乡、天井乡成建制合并设立罗江镇。

## 行政区划
天井乡下辖9个行政村，161个村民小组。：
- 双龙村、大旗村、嵩山村、白马村、嵩华村、天岭村、群英村、长岭村、车田村